# 台湾粗叶木
台湾粗叶木又名台湾鸡屎树（学名：Lasianthus formosensis）为茜草科粗叶木属下的一个种。

## 扩展阅读
- 維基物種上的相關：台湾粗叶木